# Inori

Inori est une composition pour un ou deux solistes et grand orchestre du compositeur allemand Karlheinz Stockhausen, écrite en 1973-1974.
Elle porte le numéro 38 dans le catalogue des œuvres du compositeur.

## Création
L’œuvre est créée le 18 octobre 1974 à Donaueschingen, en Allemagne, par Alain Louafi,et l'Orchestre de la radio SWF sous la direction du compositeur.

## Parties
Rhythmus
- I. Genesis
- II. Évolution
- III. Écho
- IV. Orchesterpause

Dynamik
- V. Genesis
- VI. Genesis
- VII. Évolution
- VIII. Écho
- IX. Orchesterpause

Mélodie
- X. Genesis
- XI. Genesis
- XII. Genesis
- XIII. Orchesterpause

Harmonie
- XIV. Präsenz
- XV. Orchesterpause
- XVI. Echo

Polyphonie
- XVII. Évolution 1
- XVIII. Évolution 2
- XIX. Spiral
- XX. Adoration
- XXI. Orchesterpause

## Enregistrement
L’œuvre est disponible en CD sous le titre Inori Adorations for one or two soloists and orchestra.